# Карлен, Мартен
Мартен Карлен (фр. Martin Carlin, 1730, Фрайбург-им-Брайсгау, Германия — 6 марта 1785, Париж, Франция) — французский мастер-мебельщик немецкого происхождения эпохи рококо и раннего неоклассицизма. С 1759 года учился и работал в Париже у Жана-Франсуа Эбена, был женат на младшей сестре знаменитого мастера Мари-Катрин Эбен.
Мартен Карлен получил звание мастера в Париже 30 июля 1766 года. работал в звании «чернодеревщика» (ébéniste). Эбенистами (от греч. ebenos — чёрное дерево), в отличие от краснодеревщиков, при королевском дворе называли мастеров-мебельщиков высшей квалификации, работающих с дорогими породами тропического дерева. Карлен вместе с Ж.-Ф. Эбеном выполнял мебель по заказам королевы Марии-Антуанетты, супруги Людовика XVI в стиле раннего неоклассицизма.
По моде своего времени и, возможно, по указанию королевы оба мастера, используя рисунки Ж.-П. Кове, украшали мебель вызолоченными бронзовыми деталями, подлинными китайскими лаковыми панно и плакетками севрского фарфора c цветочной росписью.
Мастера также использовали роспись в стиле шинуазри и мозаичные вставки из цветных камней (техника «пьетра-дура»; итал. Pietra Dura — твёрдый камень). По Карлена писали, что этот мастер «проник на рынок предметов роскоши восемнадцатого века, где фарфоровая мебель считалась одним из самых изысканных предметов интерьера».
Мебельщика Мартена Карлена не следует отождествлять с членами семьи парижских мебельщиков Мартен, открывших в 1744 году секрет технологии китайских лаковых росписей, которые получили название «лаки Мартен» (vernis Martin).

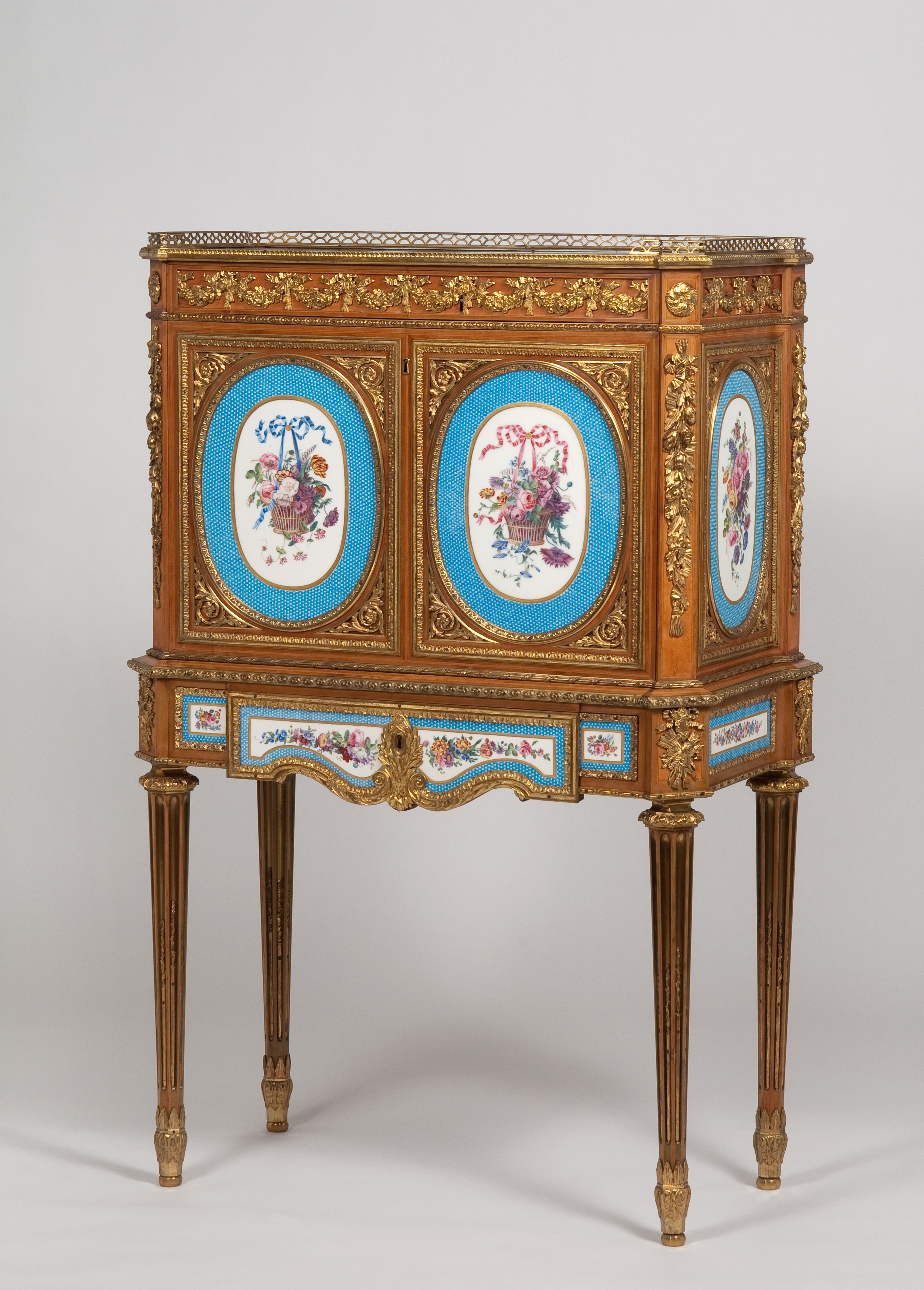
Шкафчик с вставками севрского фарфора. Ок. 1775 г.
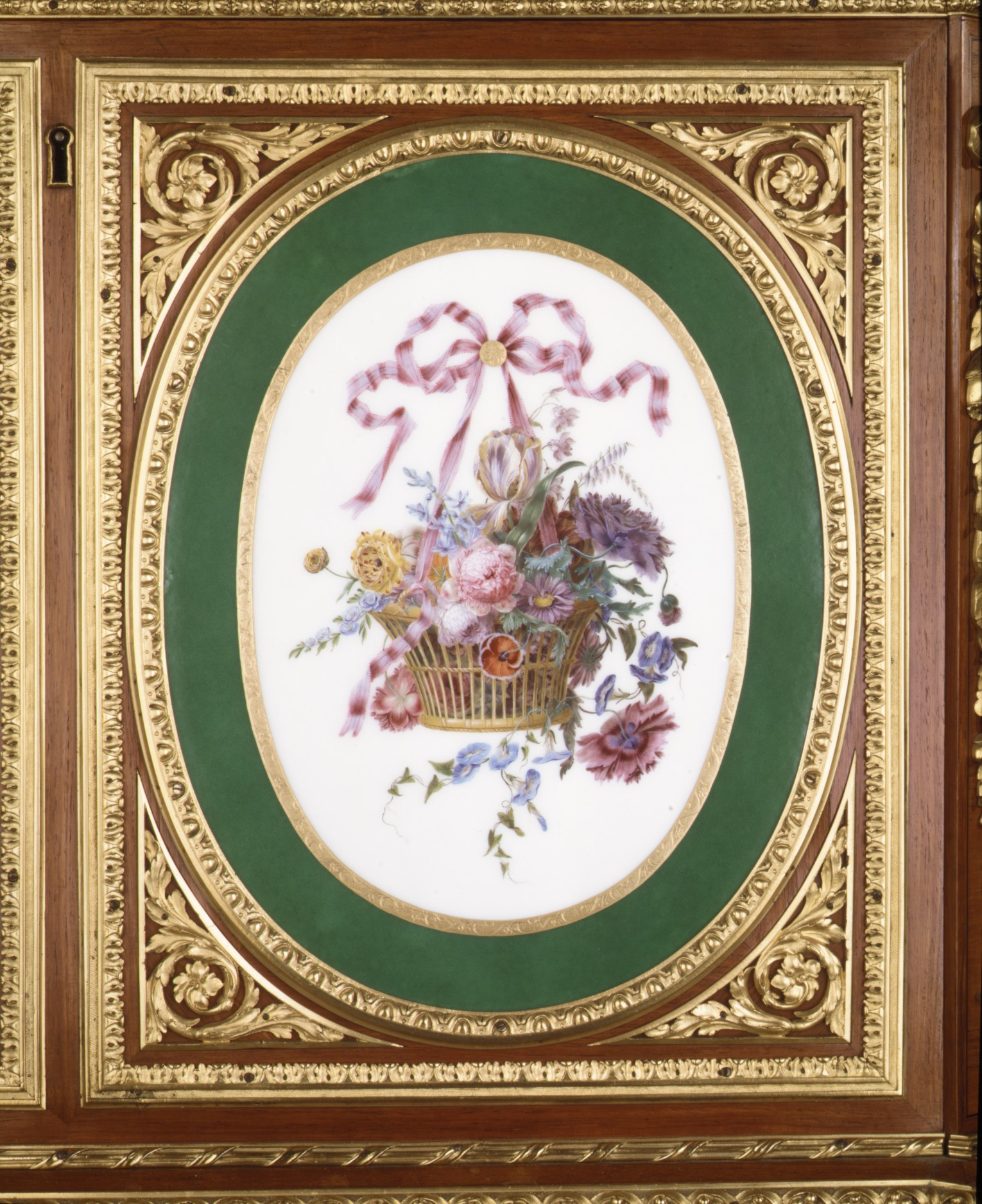
Дверца шкафчика
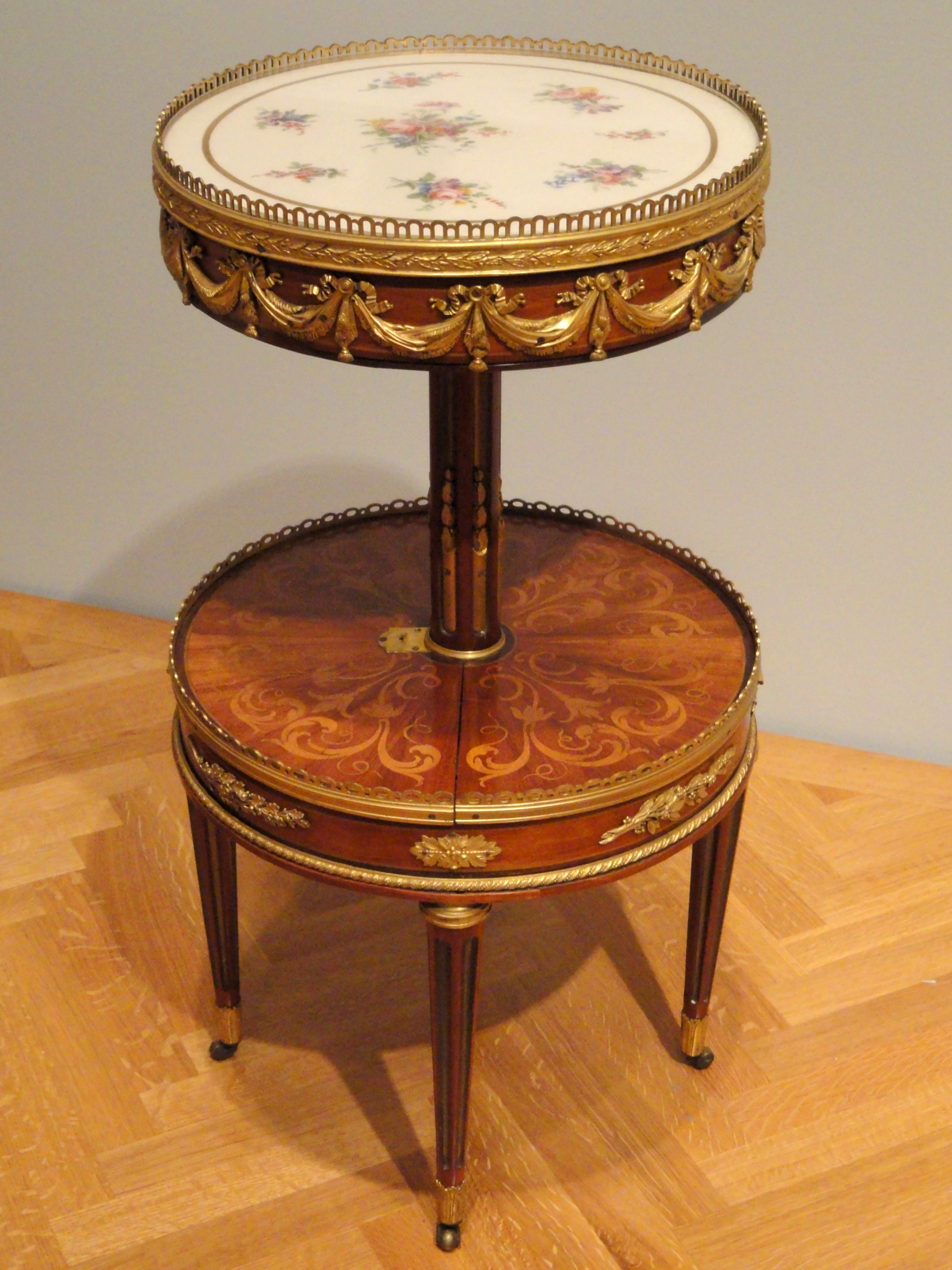
«Рабочий столик». 1775—1785. Красное дерево, бронза, золочение, фарфор, роспись
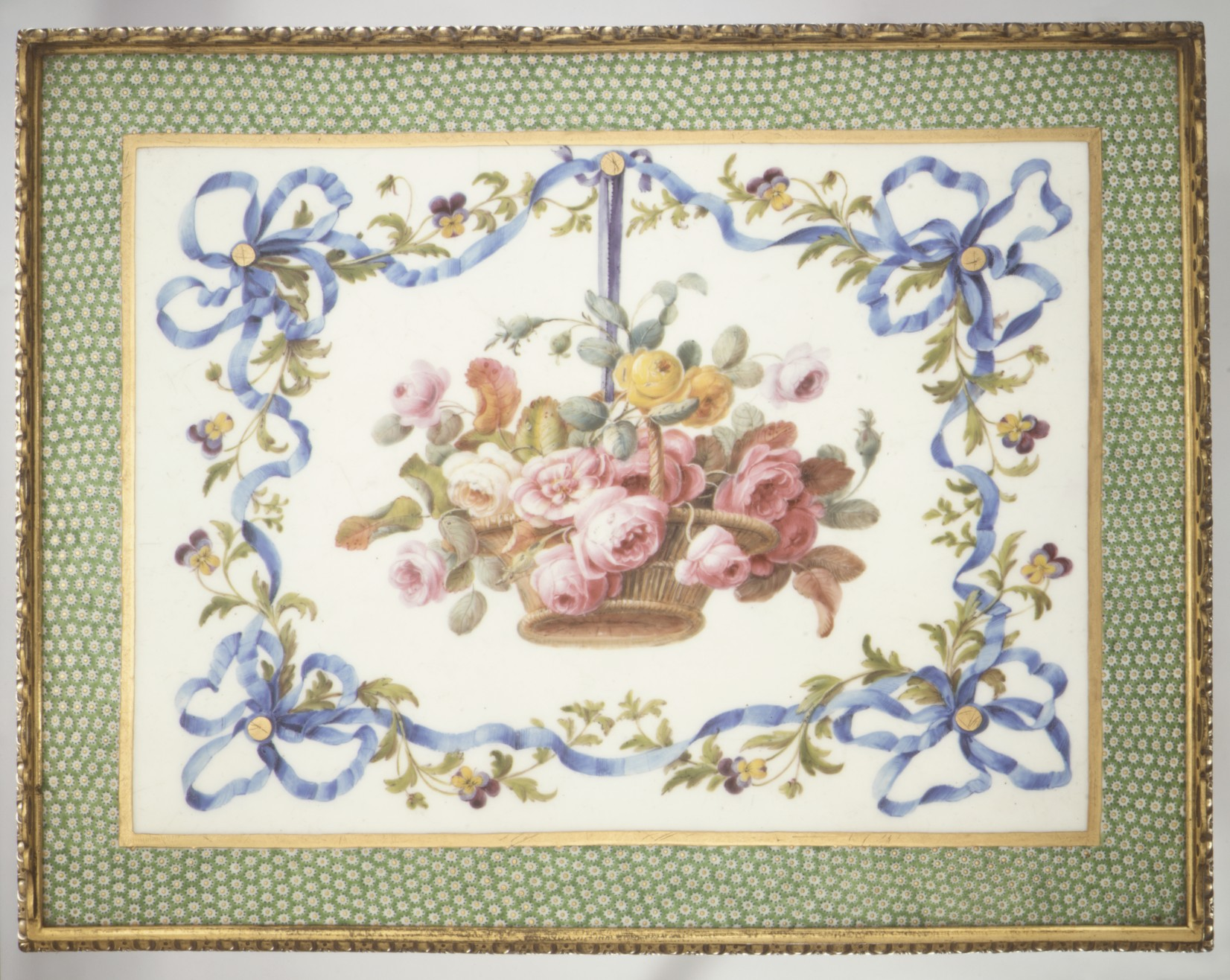
Столешница с плакеткой севрского фарфора
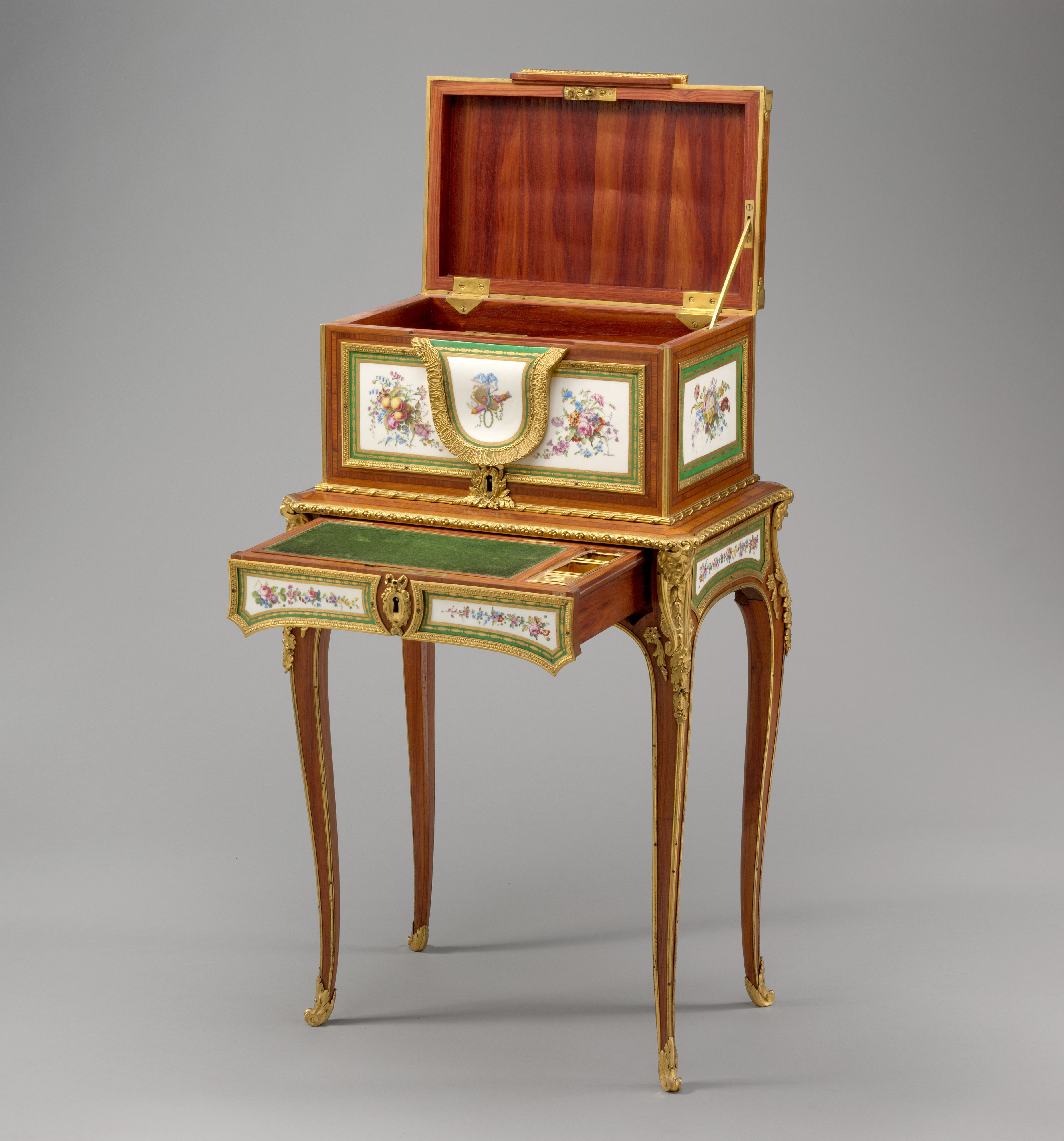
Сундучок на подстолье (petit coffre à bijoux). 1770. Красное дерево, бронза, золочение, вельвет, фарфор, роспись
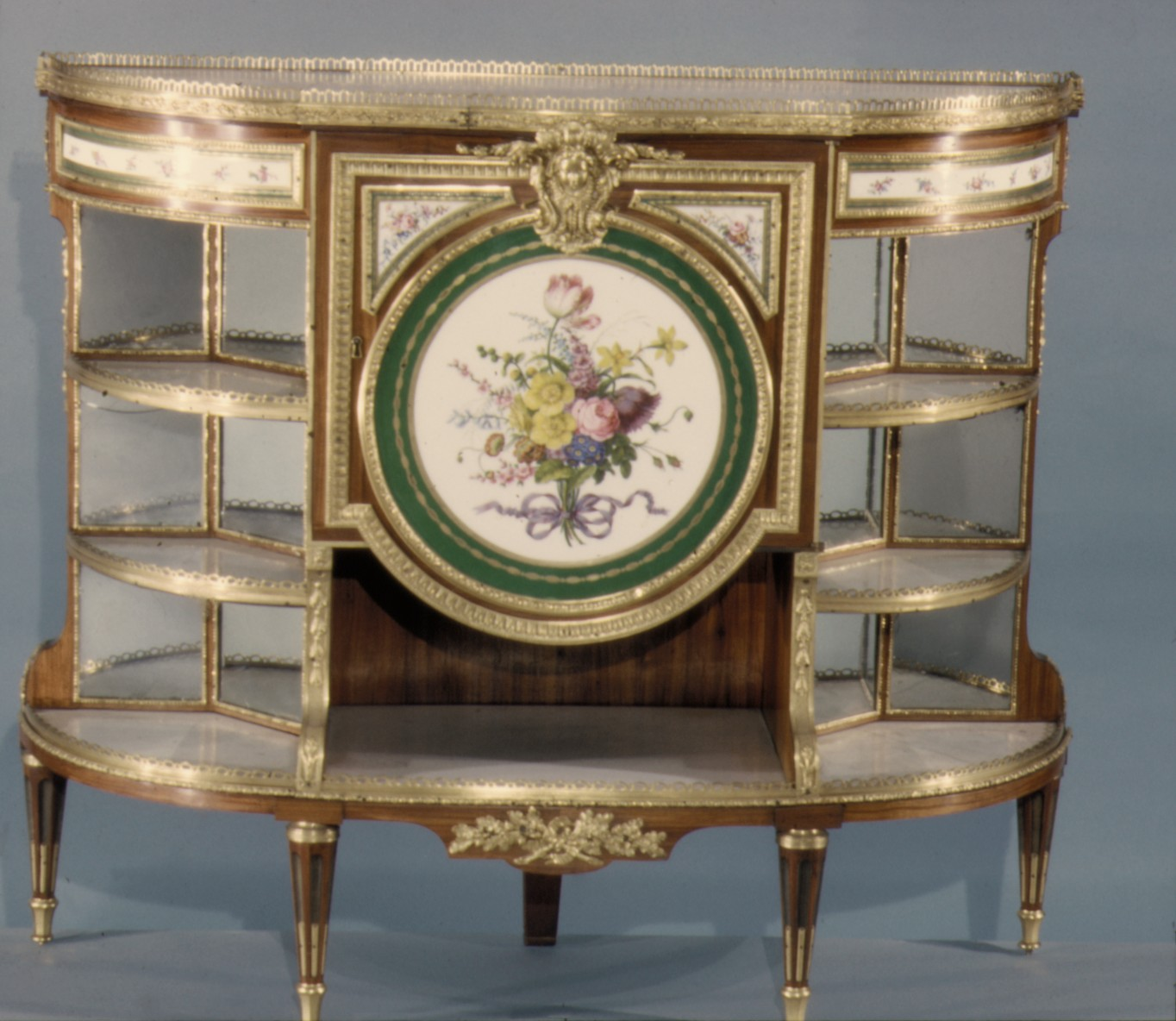
Столик-кабинет. 1775 –1780. Красное дерево, бронза, золочение, шёлк, фарфор, роспись, мрамор, зеркальное стекло